# Raymond H. Fleming

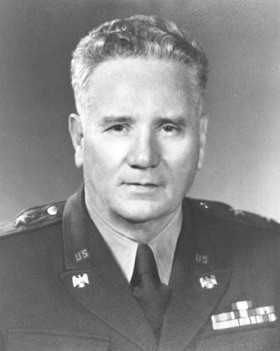
Raymond H. Fleming

 Raymond Hartwell Fleming (* 5. Juli 1889 in Waxahachie, Texas; † 23. November 1974 in New Orleans, Luisiana) war ein Generalmajor der United States Army. Er war unter anderem Kommandeur des National Guard Bureau (NGB).

## Leben
Raymond Fleming war ein Sohn von James Hartwell Fleming (1864–1945) und dessen Frau Viola Middleton (1868–1918). Er besuchte die öffentlichen Schulen seiner Heimat und studierte bis 1915 an der Trinity University. Im folgenden Jahr zog er nach Louisiana, wo er der dortigen Nationalgarde beitrat. Mit dieser nahm er an der Pancho-Villa-Expedition teil.
Während des Ersten Weltkriegs war er mit den amerikanischen Expeditionsstreitkräften in Frankreich eingesetzt. Dabei diente er im 141. Feldartillerieregiment, in dem er bis zum Hauptmann und Kompanieführer aufstieg. In den folgenden Jahren diente er wieder in der Nationalgarde von Louisiana. Zwischen 1928 und 1948 war er Kommandeur dieser Einheit. Daneben bekleidete er andere militärische Funktionen sowohl in der Nationalgarde als zwischenzeitlich auch im regulären US-Heer. Im Jahr 1925 absolvierte er das Command and General Staff College der United States Army in Fort Leavenworth in Kansas und im Jahr 1928 das United States Army War College in Carlisle in Pennsylvania.
Raymond Fleming nahm nicht aktiv am Zweiten Weltkrieg teil. Er war zu jener Zeit nach wie vor Kommandeur der Nationalgarde von Louisiana, die aber zumindest teilweise mit Einheiten des regulären Heeres im Kriegseinsatz war. In Louisiana verblieb unter anderem die 55. Panzerbrigade (55th Cavalry Brigade), die unter seinem Kommando stand. Gleichzeitig leitete Fleming zwischen 1940 und 1947 die militärische Einberufungsbehörde (Director of Selective Service) seines Staates.
Im Jahr 1946 erhielt er zusätzlich zu seinen bisherigen Funktionen das Kommando über die 39. Infanteriedivision. Diese bestand aus Einheiten der Nationalgarden von Louisiana, Arkansas und Mississippi. In den Jahren 1948 bis 1950 leitete er die für Heeresbelange zuständige Abteilung (Chief of Army Division, National Guard Bureau) im NGB und zwischen 5. September 1950 und 15. Februar 1953 als Nachfolger von Kenneth F. Cramer das gesamte NGB. Dieses koordiniert die Nationalgardeeinheiten der einzelnen Bundesstaaten mit der US-Army und der United States Air Force und ist für den Einsatz der Nationalgarde auf föderaler Ebene zuständig. Damit war Fleming der ranghöchste Offizier der amerikanischen Nationalgarden. Im Jahr 1953 schied er aus Altersgründen aus diesem Dienst aus.
In der Nationalgarde von Louisiana blieb er auch nach seinem Ausscheiden aus dem NGB aktiv. Zwischen 1952 und 1956 und nochmals von 1960 bis 1964 war er trotz seines Alters erneut deren Kommandeur. Danach schied er endgültig aus dem Militärdienst aus.
Der seit 1917 mit Elna H. Fleming (1895–1991) verheiratete Offizier starb am 23. November 1974 in New Orleans und wurde auf dem Hillcrest Burial Park Cemetery in seiner Geburtsstadt Waxahachie beigesetzt.
Er erhielt im Lauf seiner militärischen Laufbahn unter anderem die Army Distinguished Service Medal und den Orden Legion of Merit verliehen.